# عبد الله سكو سو
عبد الله سكو سو (بالفرنسية: Abdoulaye Sékou Sow)‏ (مواليد 1931 - وفاة 27 مايو 2013) سياسي مالي شغل منصب رئيس وزراء مالي من 12 أبريل 1993 إلى 4 فبراير 1994 في عهد الرئيس ألفا عمر كوناري.